# Interdelta intermedia
Interdelta intermedia är en fjärilsart som beskrevs av Bremer sensu Janse 1937. Interdelta intermedia ingår i släktet Interdelta och familjen nattflyn. Inga underarter finns listade i Catalogue of Life.